# The Terminal List
The Terminal List är en amerikansk tv-serie i grenren actionthriller skapad av David DiGilio. Den är baserad på Jack Carrs roman från 2018 med samma namn. Serien berättar historien om en Navy SEAL-officer som undersöker omständigheterna kring det dödliga bakhållet som hans pluton hamnade i under ett hemligt uppdrag i Syrien.

The Terminal List släpptes på Prime Video den 1 juli 2022. I huvudrollerna ser vi Chris Pratt, Constance Wu, Taylor Kitsch, Jeanne Tripplehorn och Riley Keough. I februari 2023 förnyades serien för en andra säsong.

## Handling
Navy SEAL-officern James Reece och hans pluton på fjorton SEAL-soldater, tillsammans med en informatör, utför ett hemligt uppdrag i Syrien för att ta sig an terroristen Dr. Kahani, en expert på kemiska vapen. De hamnar dock i ett bakhåll. I den hårda striden som uppstår blir Reece utslagen av en explosion. I slutändan hela teamet, förutom Reece och hans vän "Boozer", dödas av fienden. Efteråt intervjuas han av NCIS (Naval Criminal Investigative Service) om uppdraget, men han märker att vissa av detaljerna de uppger är motstridiga till hans minnesbilder, vilket får honom att ifrågasätta vad som egentligen hände under uppdraget. Samditigt som han inte kan vara säker på sitt minne på grund av hjärnskakningen han ådrgit sig. 
Han flyger hem till USA och vid ankomst träffar sin bästa vän, CIA-agenten och före detta SEAL-soldaten Ben. Reece berättar om händelserna vid uppdraget för honom och han avfärdar något fult spel. Sen åker han hem till sin fru och dotter, Lauren och Lucy. De märker att han lider av minnesförlust och inte kan minnas vissa saker från några dagar tidigare. Dagen därpå hittas Boozer död i sitt hem, tydligen genom självmord, men Reece tror inte det. Sent på kvällen blir hans huvudvärk värre och han går till en närliggande klinik där de bestämmer sig för att röntgna hans huvud. Medan han är där blir han attackerad av två män, med sin egen pistol som han minns ha låst in i ett kassaskåp hemma. Reece kommer undan attacken men fruktar för sin familj och rusar tillbaka hem, bara för att mötas av den förödande verkligheten att Lauren och Lucy blivit mördade.
Efter det här tillämpar Reece de lärdomar han har fått från nästan två decennier av krigföring som Neavy SEAL för att hitta och hämnas på de ansvariga.